# Nikiel Raneya

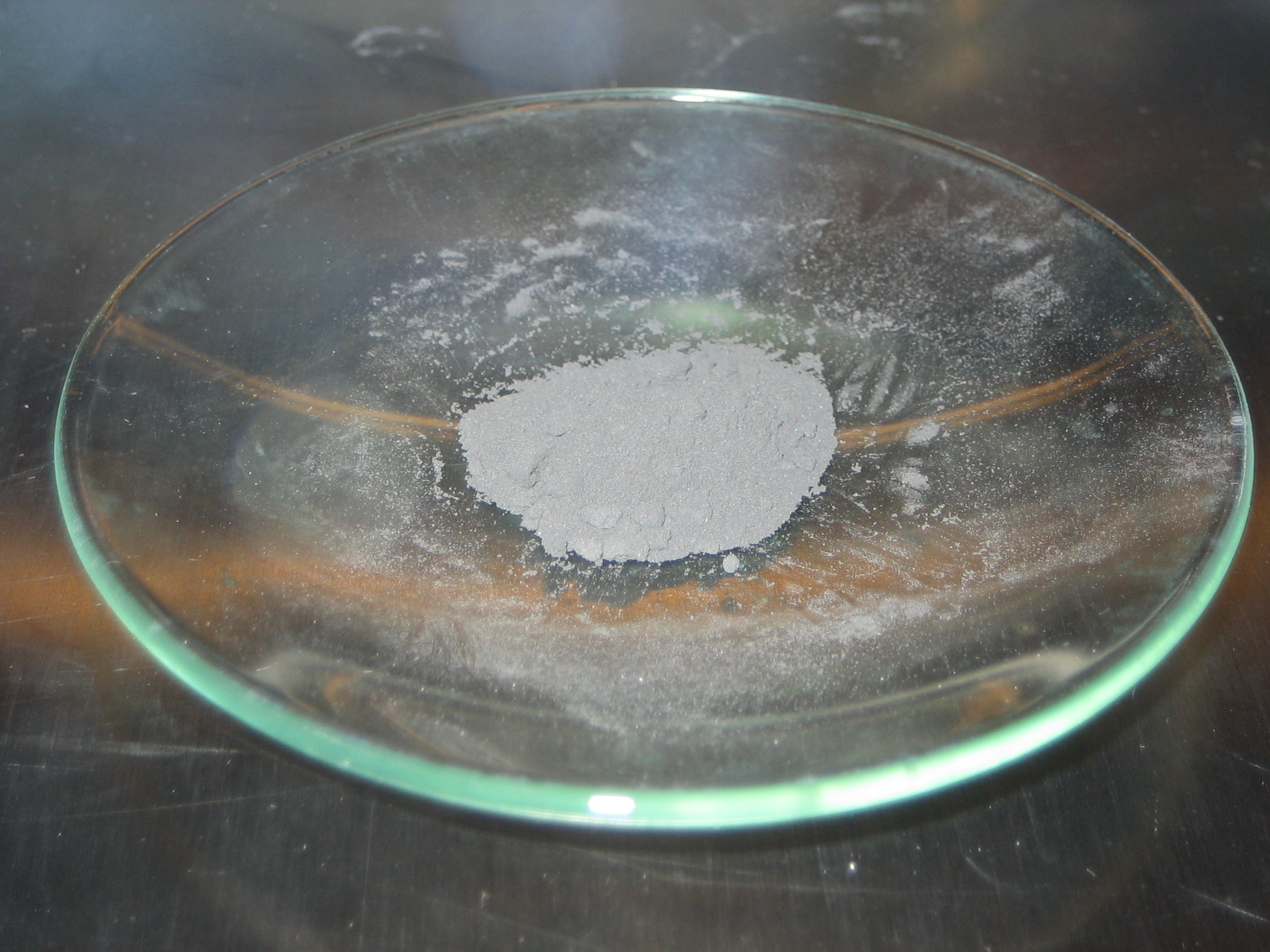
Suchy nikiel Raneya

Reakcja hydrogenacji benzenu do cykloheksanu za pomocą niklu Raneya

Nikiel Raneya – drobno sproszkowany nikiel, należący do grupy katalizatorów szkieletowych umożliwiających zajście reakcji hydrogenacji (uwodornienia). Powstaje w wyniku trawienia stopów niklu z innymi pierwiastkami (np. miedzią, kobaltem, żelazem, glinem lub krzemem), gdzie ten drugi pierwiastek wymywa się kwasem lub ługiem. Zastosowanie wymaga użycia wyższych temperatur (powyżej 100 °C) i ciśnienia (50–200 atm).
Został opracowany i opatentowany w latach 1924–1926 przez amerykańskiego inżyniera Murraya Raneya jako katalizator służący do uwodorniania olei roślinnych. W oryginalnej metodzie wytwarzania katalizatora z 1924 r. Raney roztwarzał stop niklu z krzemem 1:1 (ww.) w wodnym roztworze NaOH, którą następnie zmienił w 1925 r. na roztwarzanie stopu niklu z glinem 1:1 (ww.), uzyskując bardziej wydajny katalizator.